# Гуэмес (ТЭС)
ТЭС Гуэ́мес (исп. Central térmica Güemes, CTG) — тепловая электростанция в Аргентине. Расположена на севере страны у города Хенераль-Гуэмес (департамент Хенераль-Гуэмес, провинция Сальта). Принадлежит одноимённой компании, которая входит в состав аргентинского энергетического холдинга Pampa Energía.

## История
Строительство ТЭС Гуэмес у Национальной трассы № 7 началось в 1978 году. Первые 2 паровых турбоагрегата Škoda суммарной мощностью 126 МВт были пущены в 1983 году. В 1992 году был введён в эксплуатацию турбоагрегат мощностью 130 МВт. Электростанция принадлежала государственной компании Agua y Energía Eléctrica.
В 1992 году в период президентства Карлоса Менема на ТЭС Гуэмес был начат процесс приватизации. На базе электростанции государством было создано акционерное общество Central Térmica Güemes S.A., владельцем 60 % акций которой стал консорциум Powerco S.A. 30 % собственности акционерного капитала был сохранён за государством, а остальные 10 % были переданы в собственность сотрудникам компании. В декабре 2006 года ТЭС была куплена структурами, аффилированными с Grupo Dolphin.
В 2008 году в рамках программы Energía Plus на электростанции была смонтирована и пущена газотурбинная установка марки LMS100 производства General Electric мощностью 100 МВт, что позволит покрыть недостаток электроэнергии в трёх северных провинциях Аргентины — Сальта, Жужуй и Тукуман. Стоимость проекта составила 80 млн долларов США.

## Основные данные
С юга к ТЭС Гуэмес примыкает индустриальный парк Хенераль-Гуэмес (свободная экономическая зона). Производственные показатели ТЭС:
- Установленная электрическая мощность — 361 МВт (2015)[1]
- Выработка электроэнергии — 2,283 млрд кВт·ч (2015)[1]

В качестве топлива используется природный газ, поступающий из расположенных неподалёку месторождений, запасов которых хватит на 30 лет. Численность персонала электростанции — 119 человек.